# Moon Safari
| Recensione       | Giudizio       |
| ---------------- | -------------- |
| Ondarock         | Pietra miliare |
| Piero Scaruffi   | [ 7 ]          |
| AllMusic         | [ 8 ]          |
| Robert Christgau | A-             |
| sentireascoltare | [ 10 ]         |

Moon Safari è un album in studio del gruppo musicale AIR pubblicato nel 1998. Oltre a rendere il duo famoso a livello internazionale e ad essere considerato una pietra miliare della musica elettronica francese, l'album viene spesso ritenuto una delle loro pubblicazioni migliori.
Le vendite dell'album hanno superato i due milioni di copie nel mondo.

## Il disco
Sebbene il duo abbia dichiarato di essersi ispirato a Pink Floyd, Debussy, John Barry ed Ennio Morricone per la realizzazione di Moon Safari, l'album risente di influenze riconducibili anche ad altri generi quali trip hop, lounge music, funk, new wave, oltre che ai lavori dei pionieri della musica elettronica come Jean-Michel Jarre e Vangelis. Sebbene molto diversi fra loro, i brani sono sempre caratterizzati da sonorità orchestrali e "retro-futuriste" che contribuiscono a renderlo omogeneo. Gli strumenti adoperati durante le sessioni di Moon Safari includono chitarra acustica, batteria, armonica a bocca, glockenspiel, sintetizzatore Moog, Mellotron, Korg MS-20 e vocoder; l'album è stato registrato su registratore digitale a otto tracce, il Fostex D-80.
Il disco inizia con La Femme d'Argent, un brano strumentale che si distingue per le sue atmosfere oniriche e psichedeliche. I singoli Sexy Boy e Kelly Watch the Stars (un omaggio al personaggio Kelly Garrett della serie televisiva Charlie's Angels), sono separati fra loro dalla ballata elettroacustica All I Need, ed ispirati all'elettropop. Alla strumentale e malinconica Talisman seguono Remember, brano che presenta i fraseggi di un sintetizzatore Moog e che riprende l'intro con percussioni distorte di Do It Again, singolo dei Beach Boys datato 1968, e You Make It Easy. L'album si conclude con le surreali Ce Matin La e New Star in the Sky, concepita da Jean-Benoît Dunckel, appassionato di astrofisica, dopo aver letto Cronache marziane di Ray Bradbury.

## Accoglienza
Oltre a rendere gli AIR noti a livello internazionale, Moon Safari ricevette giudizi molto positivi da parte della critica. Considerato "una proposta musicale di grande maturità", l'album venne recensito con il massimo dei voti da Vladimir Bogdanov che lo descrisse in questo modo:
Moon Safari è stato inserito in un libro dedicato ai "500 dischi fondamentali della storia del rock", dove è stato descritto in questo modo: "
(Cesare Rizzi)
Secondo Mark Ellingham:
(Mark Ellingham)
L'album venne inoltre citato fra i pochi dischi "fondamentali" di musica contemporanea e spinse alcuni a definire gli AIR l'unico gruppo dello stile "easytronica".

## 10th Anniversary Special Edition
Nel 2008, in occasione del decimo anniversario della pubblicazione dell'album, esso è stato ripubblicato in un'edizione speciale con l'aggiunta di un disco bonus contenente le versioni demo di alcuni brani (Bossa 96, che sarebbe poi diventata You Make It Easy e Kelly Watch the Stars), le versioni remix di Remember, Kelly Watch The Stars e Sexy Boy e registrazioni dal vivo, risalenti al 1998, di vari brani.
Inoltre, l'edizione celebrativa includeva anche un libro e un documentario su DVD, entrambi incentrati sul duo.

## Blue Moon Safari
L'aprile 2025 è uscito Blue Moon Safari, un album contenente i remix di Moon Safari firmati dal producer Vegyn.

## Tracce
Tutte le tracce sono state composte dagli AIR, eccetto dove indicato.
Edizione originale (1998)
1. La Femme d'Argent – 7:09
2. Sexy Boy – 4:57
3. All I Need – 4:28 (testo di Beth Hirsch)
4. Kelly Watch the Stars – 3:44
5. Talisman – 4:16
6. Remember – 2:34 (composta con Jean-Jacques Perrey)
7. You Make It Easy – 4:00 (testo di Beth Hirsch)
8. Ce Matin La – 3:38 (composta con P. Woodcock)
9. New Star in the Sky – 5:38
10. Le Voyage de Penelope – 3:10

10th Anniversary Special Edition (2008) - Disco bonus
1. Remember (D. Whitaker version) – 2:25
2. Kelly Watch The Stars (live on the BBC, 1998) – 2:44
3. J'ai dormi sous l'eau (live on the BBC, 1998) – 4:10
4. Sexy Boy (live on the BBC, 1998) – 3:10
5. Kelly Watch the Stars (Moog Cookbook remix) – 5:40
6. Trente millions d'amis (live on KCRW Radio, 1998) – 4:34 (Jack Arel)
7. You Make It Easy (live on KCRW Radio, 1998) – 4:45 (testo di Beth Hirsch)
8. Bossa 96 (demo) – 4:44
9. Kelly Watch the Stars (demo) – 3:46
10. Sexy Boy (Sex Kino mix) – 6:36

## Formazione
- Jean-Benoît Dunckel (sintetizzatori, tastiere)
- Nicolas Godin (basso, chitarra, chitarra acustica, voci, violoncello, batteria, armonica a bocca, percussioni)
- P. Woodcock (chitarra acustica, tuba)
- Marlon (batteria)
- David Whitaker (arrangiamenti della sezione archi)
- Stephane Brian (ingegnere del suono)
- Beth Hirsch (voce)
- Eric Regert (organo)
- Mike Mills (copertina)[20]